# Polypus dispansus
Polypus là một chi nấm chưa được xếp vào một họ cố định trong bộ nấm Russulales.
Chi nấm Polypus chỉ bao gồm một loài nấm duy nhất là Polypus dispansus. Loài này được nhà nghiên cứu người Mỹ, Curtis Gates Lloyd miêu tả khoa học lần đầu tiên năm 1911 và được xếp vào chi Polyporus, họ Polyporaceae, bộ Polyporales cùng lớp Agaricomycetes. Đến năm 2010, Polypus được Serge Audet định nghĩa phân loại lại và xếp vào bộ Russulales như ngày nay.